# Neddenaverbergen

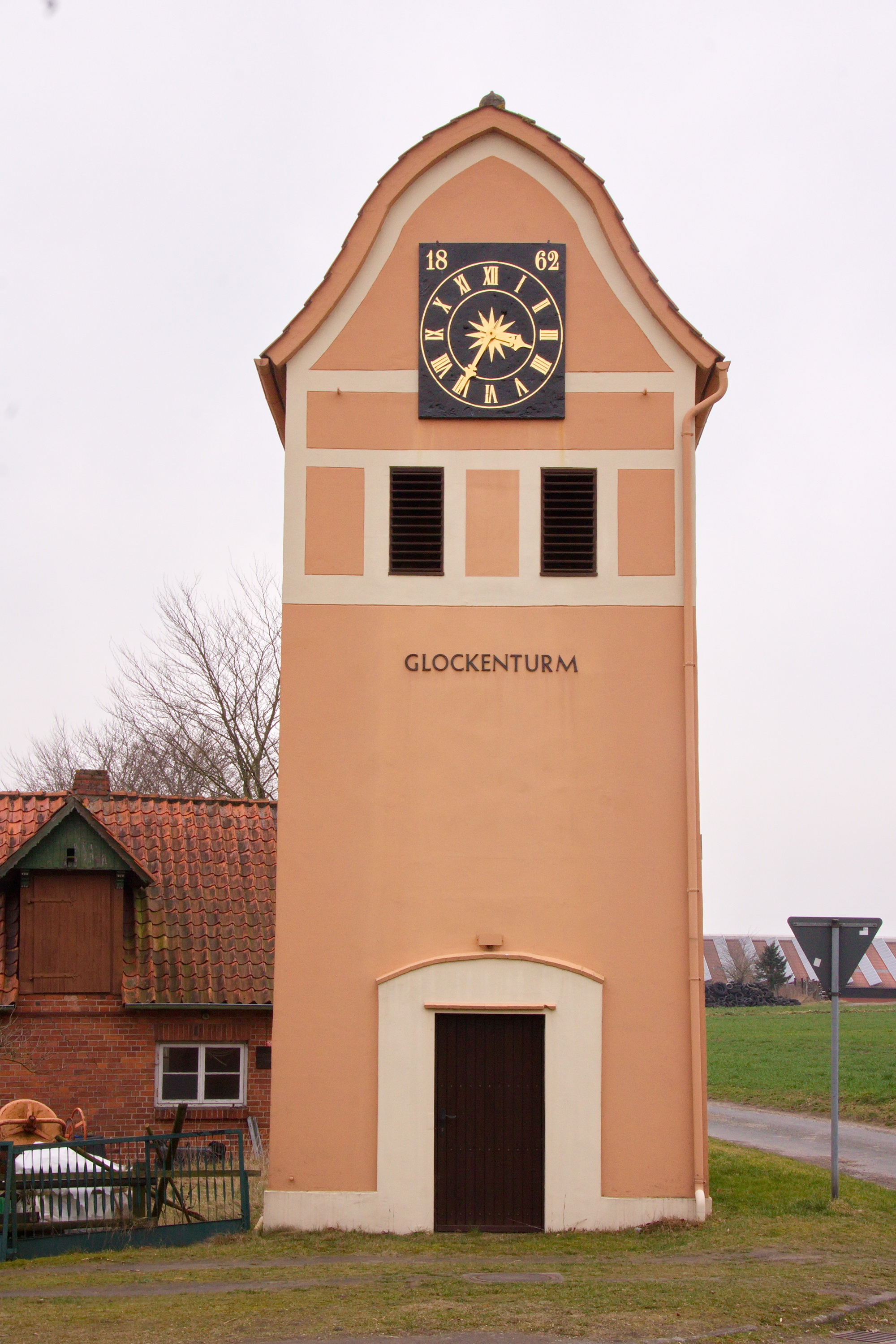
Glockenturm in Neddenaverbergen

Neddenaverbergen mit dem östlich gelegenen Ortsteil Lehringen ist eine Ortschaft in der Einheitsgemeinde Kirchlinteln (Landkreis Verden, Niedersachsen).

## Geografie
Neddenaverbergen liegt 6 km südlich vom Kernort Kirchlinteln entfernt, umgeben von Feldern, Weiden und Mischwäldern. Es gehört zum sog. „Kleinbahnwinkel“, auch Kleinbahnbezirk genannt. Das ist eine Gruppe von Ortschaften im Südosten des Landkreises Verden, die zur Gemeinde Kirchlinteln gehört und den Südteil der flächengrößten Landgemeinde des Landkreises bildet.
Nachbarorte sind – von Norden aus im Uhrzeigersinn – Kükenmoor, Nordkampen, Stemmen, Hohenaverbergen und Armsen, die mit Ausnahme Nordkampens (Stadt Walsrode, Heidekreis) alle zur Gemeinde Kirchlinteln gehören.
Die Lehrde fließt 1,5 km entfernt südlich des Ortes. Die Aller verläuft westlich
in fünf Kilometer Entfernung.

## Geschichte
Im Jahre 1859 wütete ein Brand in Neddenaverbergen. Der alte Ortskern stand in Flammen, und zahlreiche Häuser brannten bis auf die Grundmauern nieder.
In der Endphase des Zweiten Weltkrieges fand in Neddenaverbergen ein Raketen-Sonderschießen in Richtung eines Zielgebiets nahe Sylt statt, das die Zielgenauigkeit der V2 erhöhen sollte.
Seit der Gebietsreform, die am 1. Juli 1972 in Kraft trat, ist die vorher selbstständige Gemeinde Neddenaverbergen eine von 17 Ortschaften der Einheitsgemeinde Kirchlinteln.

## Politik
Ortsvorsteher ist Uwe Panten.

## Wirtschaft und Infrastruktur

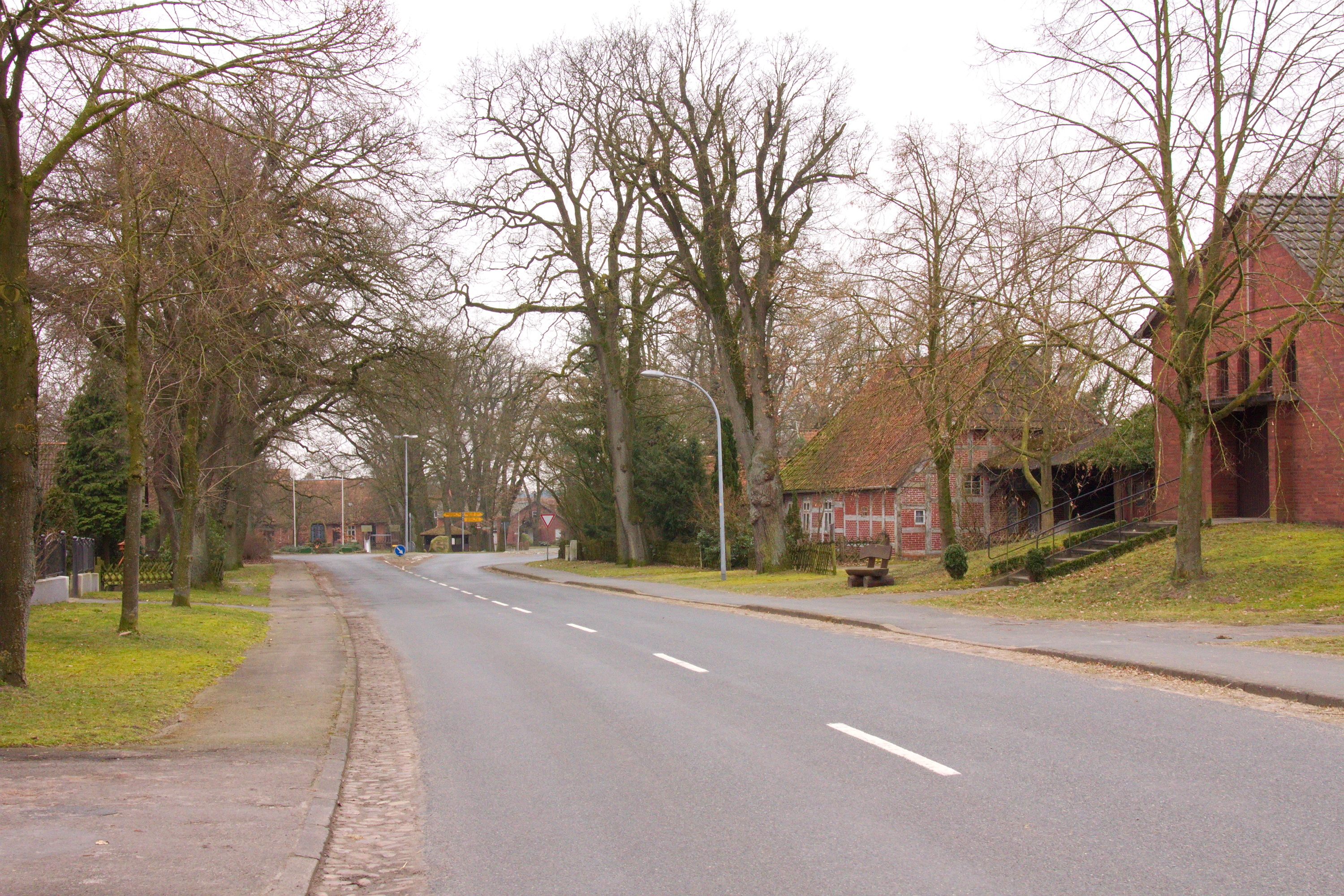
Ortsblick in Neddenaverbergen

Ausgedehnte Feld-, Wald- und Wiesenwege laden zum Wandern und Erholen ein. Das Dorf ist im Wesentlichen landwirtschaftlich orientiert.
Neddenaverbergen liegt abseits des Fernverkehrs. Die Bundesautobahn 27 verläuft 2,5 km entfernt nordöstlich. Die von Walsrode über Rethem nach Nienburg führende Bundesstraße 209 verläuft südlich, 10 km entfernt. 10 km weiter westlich verläuft die von Rotenburg (Wümme) über Verden nach Nienburg führende B 215. Zudem liegt Neddenaverbergen an der Bahnstrecke Verden (Aller)–Walsrode Nord.